# Joan Leslieová
Joan Agnes Theresa Sadie Brodel (26. ledna 1925 Detroit – 12. října 2015 Los Angeles) byla americká herečka a vaudevillianka.

## Životopis

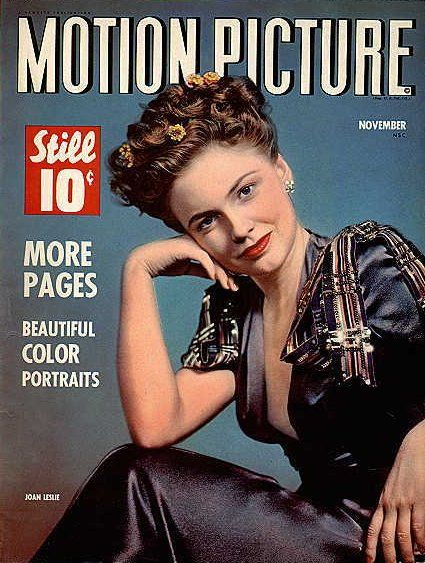
Joan Leslie na obálce časopisu Motion Picture (1942)

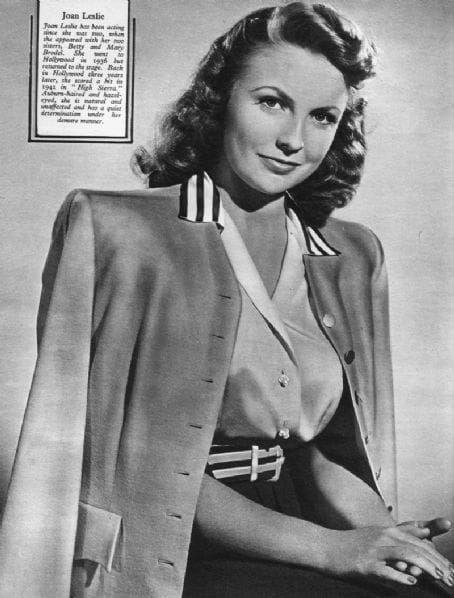
Joan Leslieová na propagační forografii z roku 1945

### Mládí raná kariéra
Narodila se 26. ledna 1925 do rodiny s irskými kořeny jako dcera bankovního účetního Johna Brodela a klavíristky Agnes O'Hearnové. Měla dvě starší setry (Mary a Betty) a stejně jako ony se od útlého věku učila zpěvu, tanci a již v devíti letech začala vystupovat na jevišti. Spolu s nimi vystupovala v rádiu a v nočních klubech jako trio Brodel Sisters. Ze tří sester byla nejtalentovanější a vynikala v napodobování. Mezitím co Mary hrála na saxofon a Betty na klavír, Joan imitovala Katharine Hepburnovou, Gretu Garbo či Jimmyho Duranteho. 
Při jednom vystoupení v Paradise Club v New Yorku, zapůsobila na hledače talentů od filmového studia Metro-Goldwyn-Mayer (MGM) a ihned s nimi podepsala šestiměsíční smlouvu s platem 200 dolarů týdně. Po krátkém navštěvování MGM's Little Red Schoolhouse tak v 11 letech debutovala v romantickém dramatu Dáma s kaméliemi (1936) s Gretou Garbo a Robertem Taylorem v hlavních rolích. Její scény však byly nakonec vystříhány. V tak mladém věku pro ni studio také nemělo téměř žádné nabídky na role a brzy jí proto zrušili smlouvu a i spolu s Deanou Durbinovou ji nechali odejít. Joan se vrátila zpět do New Yorku, kde si našla práci u rádia a začala si přivydělávat i jako modelka. Poté, co její sestra Mary podepsala smlouvu se studiem Universal Pictures, vrátila se za rodinou zpět do Hollywoodu a začala pracovat jako nezávislá pracovnice pro ostatní studia (hlavně pro RKO Pictures).
V roce 1938 ji však režisér William A. Wellman nabídl malou roli ve filmu Men with Wings (1938), ale při natáčení zjistil, že je jí pouze 13 (po celou svou dosavadní kariéru lhala o svém věku a dělala, že je podstatně starší), a nechal ji nahradit. Následujícího roku však režisér Charles Reisner sháněl herečku s jižanským přízvukem a nad Joaniným věkem mávnul rukou. Role Betsy Phillipsové v komedii Winter Carnival (1939) opět nastartovala její hereckou kariéru a toho roku se objevila ještě v dalších třech filmech.
Velký zlom v její kariéře nastal v roce 1941, kdy podepsala smlouvu se studiem Warner Bros. Tam jí pomohli vyladit středozápadní přízvuk a začala vystupovat pod jménem Joan Leslie (aby nedocházelo k záměně se známější herečkou Joan Blondellovou). Na konkurzu uspěla a brzy byla obsazena do akčního film-noiru Vysoko v horách (1941) s Idou Lupinovou a Hupmhrey Bogartem, za který sklidila od kritiků pozitivní recenze. Téhož roku si zahrála také v životopisném filmu o válečném hrdinovi Alvinu Yorkovi s názvem Četař York (1941) (na konkurzu porazila dokonce i Jane Russellovou). Snímek se stal obrovským trhákem, získal 11 nominací na Oscara a zapsal se také jako nejvýdělečnější film roku 1941.
V kariéře pokračovala dalšími filmy jako například komedií The Male Animal (1942) s Henrym Fondou a Olivií de Havillandovou nebo muzikálem Yankee Doodle Dandy (1942) s Jamesem Cagneyem, který získal 8 nominací na Oscara. Joan za své herecké výkony žádnou cenu nezískala, ale alespoň se těšila spoustě nadšených kritických recenzí. V následujícím roce se objevila v dalších čtyřech úspěšných snímcích (včetně This Is the Army a Thank Your Lucky Stars), a během probíhající druhé světové války se objevila i v muzikálu Hollywood Canteen (1944) s velkou spoustou tehdejších hvězd.

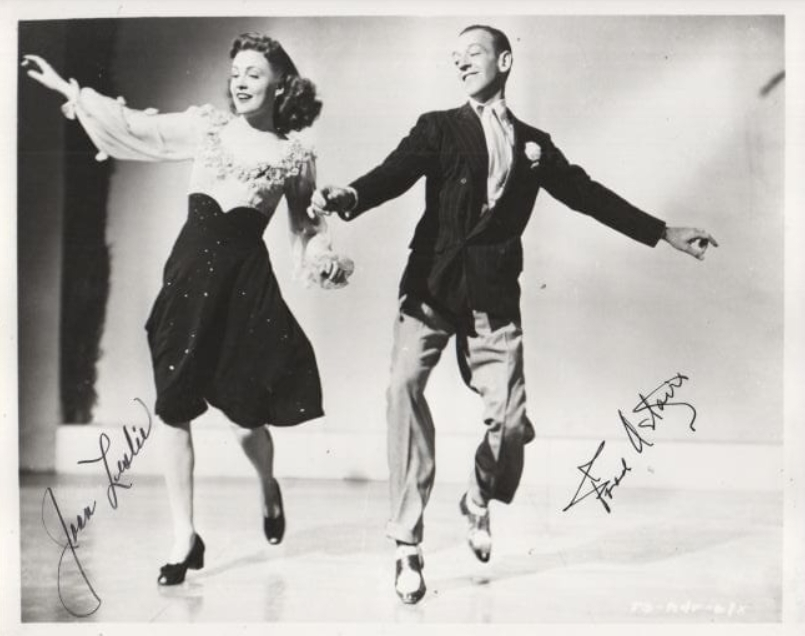
Joan Leslieová s Fredem Astairem (1943)

V roce 1946 se však vztah mezi ní a ateliéry začal zhoršovat, a jelikož jí studio nabízelo stále podobné role jako před pěti lety, rozhodla se od studia odejít. Ve 21 letech chtěla prorazit také do vážnějších a dospělejších rolí, a proto Warner Bros. zažalovala. Soudní spor za pomoci svého právníka Oscara Cummingse vyhrála a byla osvobozena od smlouvy.

### Pozdější kariéra
Svým odchodem si však znepřátelila vlivného šéfa studia Jacka Warnera, kterému se povedlo přesvědčit i další studia, aby ji zařadily na černou listinu a nepřijmuli ji, což jí značně ztížilo další uplatnění. V roce 1947 nakonec podepsala smlouvu s malým studiem Eagle-Lions Films a získala roli ve film-noiru Kdybych žila znovu. Druhý rok jí však po westernu Northwest Stampede vypršela smlouva a studio opustila. Dále se objevila například v komedii The Skipper Surprised His Wife (1950) studia MGM, ale od 50. let od filmování upustila, protože se chtěla věnovat výchově svých dcer (dvojčat).
Showbyznys však zcela neopustila a v roce 1952 nakonec podepsala i krátkodobou smlouvu se studiem Republic Pictures, u kterého se objevila v několika „béčkových“ westernech. Po čtyřech letech natočila svůj poslední film The Revolt of Mamie Stover (1956), ve kterém si zahrála s Jane Russellovou a Richardem Eganem.
I nadále se však objevovala na televizních obrazovkách v několika seriálech a pořadech. Po televizním filmu Fire in the Dark z roku 1991 se však herectví vzdala úplně a odešla do důchodu.

### Osobní život
V březnu 1950 se provdala za porodníka Williama Caldwella, se kterým se jí 7. ledna 1951 narodila jednovaječná dvojčata Patricie a Ellen.
Joan v pozdějších letech navrhovala oblečení a rok po smrti svého manžela založila katedru gynekologické onkologie na University of Louisville.
Joan byla demokratka a katolička a více než 50 let se také věnovala různým charitativním organizacím.
Zemřela 12. října 2015 v Los Angeles ve věku 90. let.

## Zajímavosti
- Dne 8. října 1960 získala hvězdu na Hollywoodském chodníku slávy (na 1560 Vine Street).
- V roce 1999 byla Americkým filmovým institutem zařazena do výběru 25 největších legend stříbrného plátna, které debutovaly před rokem 1950.
- Za přínosy westernovému žánru dostala v roce 2006 cenu Golden Boot Award.

## Filmografie

### Filmy
- 1936 Dáma s kaméliemi, režie George Cukor
- 1938 Stíny v oblacích, režie William A. Wellman
- 1939 Milostný románek, režie Leo McCarey
- 1939 Nancy Drew… Reporter, režie William Clemens
- 1939 Two Thoroughbreds, režie Jerome Cady, Joseph Fields
- 1939 Winter Carnival, režie Charles Reisner
- 1940 High School, režie George Nichols Jr.
- 1940 Laddie, režie Jack B. Hively
- 1940 Military Academy, režie D. Ross Lederman
- 1940 Star Dust, režie Walter Lang
- 1940 Susan and God, režie George Cukor
- 1940 Young as You Feel, režie Malcolm St. Clair
- 1940 Zahraniční dopisovatel, režie Alfred Hitchcock
- 1941 Četař York, režie Howard Hawks
- 1941 Nine Lives Are Not Enought, režie A. Edward Sutherland
- 1941 The Great Mr. Nobody, režie Benjamin Stoloff
- 1941 The Wagons Roll at Night, režie Ray Enright
- 1941 Thieves Fall Out, režie Ray Enright
- 1941 Vysoko v horách, režie Raoul Walsh
- 1942 The Male Animal, režie Elliott Nugent
- 1942 Yankee Doodle Dandy, režie Michael Curtiz
- 1943 Thank Your Lucky Stars, režie David Butler
- 1943 The Hard Way, režie Vincent Sherman
- 1943 The Sky's the Limit, režie Edward H. Griffith
- 1943 This is the Army, režie Michael Curtiz
- 1944 Hollywood Canteen, režie Delmer Daves
- 1945 Rapsodie v modrém, režie Irving Rapper
- 1945 Too Young to Know, režie Frederick De Cordova
- 1945 Where Do We Go from Here, režie Gregory Ratoff
- 1946 Cinderella Jones, režie Busby Berkeley
- 1946 Janie Gets Married, režie Vincent Sherman
- 1946 Two Guys from Milwaukee, režie David Butler
- 1947 Kdybych žila znovu, režie Alfred L. Werker
- 1948 Northwest Srampede, režie Albert S. Rogell
- 1950 Born to Be Bad, režie Nicholas Ray
- 1950 The Skipper Surprised His Wife, režie Elliott Nugent
- 1951 Muž v sedle, režie André De Toth
- 1952 Hellgate, režie Charles Marquis Warren
- 1952 Toughest Man in Arizona, režie R. G. Springsteen
- 1953 Flight Nurse, režie Allan Dwan
- 1953 Woman They Almost Lynched, režie Allan Dwan
- 1954 Hell's Outpost, režie Joseph Kane
- 1954 Jubilee Trail, režie Joseph Kane
- 1956 The Revolt of Mamie Stover, režie Raoul Walsh
- 1976 The Keegans, režie John Badham
- 1986 Charley Hannah, režie Peter H. Hunt
- 1989 Turn Back the Clock, režie Larry Elikann
- 1991 Fire in the Dark, režie David Hugh Jones

### Seriály (výběr)
- 1949 Fireside Theatre, režie (7 různých)
- 1953 Summer Theatre, režie Derwin Abrahams[14]
- 1978 Charlieho andílci (2 série, 22 epizoda), režie George McCowan
- 1988 To je vražda, napsala (5. série, 22. epizoda)